# Тан-Ули
Тан-Ули — верховный правитель (суккаль-мах) Элама, правивший около 1685—1655 годов до н. э., из династии Эпартидов.
Тан-Ули был двоюродным братом Темпти-агуна. Когда последний был верховным правителем Элама, Тан-Ули занимал пост вице-регента (суккаля Элама и Симашки). После смерти брата он занял его пост. Поначалу Тан-Ули правил без наместника Суз — Кук-нашур I, занимавший этот пост при его брате, вероятно, к тому времени уже умер, — а затем возвёл на трон Суз Темти-халки, вероятно своего племянника. В качестве правящих партнёров верховный правитель Тан-Ули и управитель Суз Темти-халки упоминаются во многих правовых документах, которые позволяют сделать вывод о том, что оба они правили долго и безмятежно.
После того как Тан-Ули в конечном итоге произвёл Темти-халки в вице-регенты, наместником Суз он назначил другого своего племянника — Кук-нашура II.
| Династия Эпартидов (Суккаль-махи) |                                            |                       |
| Предшественник: Темпти-агун       | суккаль-мах Элама ок. 1685 — 1655 до н. э. | Преемник: Темти-халки |